# Malcolm (serie televisiva)
Malcolm (Malcolm in the Middle) è una serie televisiva statunitense ideata da Linwood Boomer e trasmessa dalla Fox. Il titolo originale fa riferimento al protagonista, ritrovatosi "figlio di mezzo" (in the middle, appunto) tra il secondogenito e il quartogenito della sua stravagante famiglia.
Nella serie Malcolm oltrepassa la "quarta parete" parlando direttamente con lo spettatore.
La sigla iniziale è musicata dalla canzone Boss of Me del duo rock They Might Be Giants.

## Trama
Malcolm è il terzogenito di una famiglia particolarmente stravagante e bizzarra. Insieme a lui vivono: il secondogenito Reese, un ragazzo teppista che fa il bullo con i ragazzi più piccoli; il quartogenito Dewie, un ragazzino particolare e spesso deriso dai fratelli Malcolm e Reese; il padre Hal, un uomo molto innamorato di sua moglie Lois, la donna autoritaria che è al comando della famiglia di Malcolm.
Il primogenito Francis è invece stato mandato alla scuola militare dai suoi genitori a causa del suo carattere ribelle.
Nella quarta stagione, nascerà il quintogenito Jamie.

## Personaggi e interpreti
Il cognome della famiglia non viene mai rivelato direttamente e durante il corso della serie vengono anzi forniti indizi discordanti. Infatti nella prima puntata viene detto sia "Wilkerson" mentre nell'ultima "NoLastName" (confermando il lungo scherzo dello staff della sitcom).
- Malcolm, interpretato da Frankie Muniz, doppiato da Ilaria Latini (stagioni 1-5) e da Alessandro Tiberi (stagioni 6-7). Ha un quoziente intellettivo di 165, ma non per questo rinuncia a mettersi nei guai insieme ai suoi scatenati fratelli; ricalca un po' lo stereotipo del classico nerd: intelligente, ma molto impacciato con le ragazze; ma non è molto entusiasta di fare i compiti, e di andare a scuola. Il suo migliore amico è Stevie Kenarban (Craig Lamar Traylor).
- Lois, interpretata da Jane Kaczmarek, doppiata da Pinella Dragani. La madre iper-autoritaria, molto rigida con i figli. Lavora al Lucky Aide, parodia dei tipici supermarket americani. La sua stramba dote consiste nel saper fischiettare divinamente ed essere una campionessa di baseball.
- Hal, interpretato da Bryan Cranston, doppiato da Roberto Chevalier. Il padre inetto e sempliciotto, dalla personalità molto fragile e influenzabile, si lascia abbindolare da tutti, anche dai figli. Lavora come impiegato in un'azienda che nella quinta stagione fallirà. Eccelle in diverse attività, tra cui quella di pattinatore artistico, pittore, marciatore e parrucchiere.
- Francis, interpretato da Christopher Kennedy Masterson, doppiato da Stefano Crescentini. Il primogenito relegato in accademia militare per aver messo un piercing al naso. Ha uno strano rapporto con la madre Lois, che accusa essere la causa dei suoi problemi e della sua insicurezza. Appena maggiorenne lascerà l'accademia, andando a lavorare prima in Alaska poi in un ranch gestito da un tedesco di nome Otto e sua moglie. Si sposerà con Piama.
- Reese, interpretato da Justin Berfield, doppiato da Tatiana Dessi (stagioni 1-5) e da Davide Perino (stagioni 6-7). Il secondogenito dall'animo violento. Dietro la sua crudeltà, però, c'è solo il desiderio di essere accettato e non essere deriso da tutti, infatti fa il bullo solo con i più piccoli. I suoi modi di agire senza pensare e la sua strana logica rendono Reese lo stupido della famiglia, anche se poi si scoprirà che anche lui ha due doti: una straordinaria abilità culinaria, e sa scrivere ottime poesie.
- Dewey, interpretato da Erik Per Sullivan, doppiato da Francesca Manicone (stagioni 1-5) e da Furio Pergolani (stagioni 6-7). Il più trascurato dai genitori è massacrato dai fratelli che gli giocano scherzi crudeli: spesso sogna di vendicarsi di loro. Finisce per sbaglio nella classe di soggetti "emotivamente instabili". Nel corso della serie si scoprirà essere un genio musicale.
- Jamie, interpretato da James Rodriguez e da Lukas Rodrigues. Il quintogenito, forse il più viziato dai genitori.
- Un neonato/a senza nome, L'ultimogenito della famiglia. Lois scoprirà di essere incinta di lui/lei nell'episodio finale della serie.

## Episodi
La serie è composta da un totale di 151 episodi, raggruppati in sette stagioni andate in onda negli Stati Uniti tra il 2000 e il 2006.
| Stagione         | Episodi | Prima TV originale | Prima TV Italia |
| ---------------- | ------- | ------------------ | --------------- |
| Prima stagione   | 16      | 2000               | 2004            |
| Seconda stagione | 25      | 2000-2001          | 2004-2005       |
| Terza stagione   | 22      | 2001-2002          | 2005            |
| Quarta stagione  | 22      | 2002-2003          | 2005            |
| Quinta stagione  | 22      | 2003-2004          | 2005            |
| Sesta stagione   | 22      | 2004-2005          | 2006            |
| Settima stagione | 22      | 2005-2006          | 2008            |

## Doppiaggio italiano
L'edizione italiana è curata prima da Natasha Gerodetti (st. 1 e 2), poi da Sandro Fedele (dalla st. 3 alla st. 7) per Mediaset. Il doppiaggio è stato eseguito da CDC Sefit Group sotto la direzione di Renato Mori.

## Riconoscimenti
La serie è stata molto acclamata dalla critica, vincendo 7 Emmy Award, un Grammy e ricevendo 7 nomination ai Golden Globe.
- 2000 - Emmy Award
  - Miglior regia per una serie comica (a Todd Holland per l'episodio pilota)
- 2000 - Young Artist Awards
  - Miglior giovane interprete in una serie televisiva commedia (Frankie Muniz)
- 2000 - TCA Award
  - Impegno individuale in una commedia (Jane Kaczmarek)
  - Miglior impegno in una commedia
  - Miglior cast televisivo
- 2000 - Artios
  - Miglior casting per la televisione di un episodio pilota commedia
- 2001 - Emmy Award
  - Miglior regia per una serie commedia (a Todd Holland per l'episodio "La partita perfetta")
  - Miglior sceneggiatura per una serie commedia (ad Alex Reid per l'episodio "La partita perfetta")
- 2001 - Young Artist Awards
  - Miglior interpretazione in una serie televisiva commedia - Giovane attore protagonista (Frankie Muniz)
- 2001 - TCA Award
  - Impegno personale in una commedia (Jane Kaczmarek)
- 2000 - Golden Satellite Award
  - Miglior attore in una serie commedia o musicale (Frankie Muniz)
- 2001 - Nova Award
  - Produttore televisivo più promettente (Linwood Boomer)
- 2001 - American Comedy Award
  - Apparizione più divertente di una guest star femminile in una serie televisiva (Bea Arthur)
  - Interpretazione femminile più divertente in una serie televisiva (attrice protagonista) Network, via cavo o syndication (Jane Kaczmarek)
- 2001 - Blimp Award
  - Show televisivo preferito
- 2001 - Eddie
  - Miglior montaggio di mezz'ora per una serie televisiva (a Nancy Morrison per l'episodio pilota)
- 2001 - Family Television Award
  - Miglior attrice (Jane Kaczmarek)
- 2002 - Emmy Award
- Migliore attrice ospite in una serie comica o commedia (a Cloris Leachman per aver interpretato "Ida")
- 2002 - Grammy Award
  - Grammy Award alla miglior canzone scritta per un film, programma televisivo o altro media visuale (a John Flansburgh e John Linnell per la canzone "Boss Of Me")
- 2002 - Young Artist Awards
  - Miglior serie televisiva commedia per famiglie
  - Miglior interpretazione in una serie televisiva commedia - Giovane attrice ospite (Brooke Anne Smith)
  - Miglior interpretazione in una serie televisiva commedia - Giovane attore protagonista (Frankie Muniz)
- 2002 - DGA Award
  - Miglior regia in una serie commedia
- 2003 - Emmy Award
  - Miglior montaggio camera singola per una serie commedia (a Mark Scheib e Steve Welch per l'episodio "Se i ragazzi fossero ragazze")
- 2003 - Young Artist Awards
  - Miglior cast in una serie televisiva (Comedy or Drama)
- 2003 - British Comedy Awards
  - Migliore serie televisiva commedia internazionale
- 2003 - Blimp Award
  - Attore televisivo favorito (Frankie Muniz)
- 2003 - Golden Satellite Award
  - Migliore interpretazione femminile in una serie, commedia o musicale (Jane Kaczmarek)
- 2004 - Blimp Award
  - Attore televisivo favorito (Frankie Muniz)
- 2004 - American Choreography Award
  - Miglior impegno in una coreografia - Episodio televisivo (a Fred Tallaksen per l'episodio "Jump, Jump")
- 2005 - Young Artist Awards
  - Miglior interpretazione in una serie televisiva - Giovane attore ricorrente (Cameron Monaghan)
- 2005 - WGA Award
  - Miglior episodio commedia (a Neil Thompson per l'episodio "Il fidanzato di Ida")
- 2006 - Emmy Award
  - Miglior attrice ospite in una serie commedia (Cloris Leachman)